# Kowalski (Magazin)
Kowalski war ein Satire-Magazin. Es hatte mit Wortwitz und Parodien einen ähnlichen Stil wie das Magazin Titanic, war aber weniger politisch. Besonders beliebt war das Kowalski bei jungen Erwachsenen und älteren Jugendlichen. Das Magazin erschien von September 1987 bis September 1993 im Kieler Semmel-Verlach, der auch die Werner-Comics herausgab. Bis zur Einstellung erschienen 73 Ausgaben.

## Verantwortliche, Vorläufer, Buchausgaben
Herausgeber war Winfried Bartnick. Gegründet wurde das Magazin von Richard Kähler und Hans Saalfeld, ehemaligen Titanic-Redakteuren. Die beiden hatten in den 70er-Jahren in Hamburg die Satirezeitschrift Mark & Bein herausgegeben. Anschließend betreuten sie die Rubrik KoLiBri im Satiremagazin Titanic, bis sich ihnen die Möglichkeit bot, mit Kowalski ein Magazin unter professionellen Arbeitsbedingungen zu gestalten. Von Mark & Bein erschien unter dem Titel Zart ist der Schwanz der Bisamratte 1980 bei Zweitausendeins ein Sammelband, von KoLiBri 1985/86 drei Sammelbände im Semmel-Verlach. Auch Inhalte aus Kowalski wurden in Buchform zweitverwertet, etwa in Es gibt noch mehr wie Tennis auf der Welt! (1991) und Ist das nicht pfanni!? (1993). Außerdem erschienen zwei Best-of-Kowalski-Alben im Semmel-Verlach.
Der Untertitel des Magazins lautete Das einzig freie Blatt im Westen.

## Mitarbeiter
Die Redaktion umfasste u. a. Fritz Tietz (1987–1992), der auch unter dem Pseudonym Bob Jokusch schrieb, Axel Marquardt, Günther Willen und Hans Kantereit.
Zeichner, die bei Kowalski mitgewirkt haben, waren unter anderem:
| - Brösel - Eugen Egner - Burkhard Fritsche - Ralf König | - Sebastian Krüger - Walter Moers - Nerling - OL | - Bernd Pfarr - Rattelschneck - Wolfgang Sperzel - André Poloczek |

Auch Arbeiten der französischen Karikaturisten Reiser und Philippe Vuillemin wurden abgedruckt. Zusammen mit Marcus Weimer (Rattelschneck) gestaltete Max Goldt ab 1991 die Collage-Reihe Die Mulde.
Zu den Autoren von Kowalski gehörten:
| - Lothar Blickensdorf - Dietmar Dath - Fritz Eckenga - Albert Hefele | - Gerhard Henschel - Stefan Hufschmidt - Kriki - Bernhard Lassahn | - Fanny Müller - Kathrin Passig - Frank Schulz - Achim Szymanski |

## Werke
- Zart ist der Schwanz der Bisamratte. Das Allerfeinste aus "Mark und Bein", dem Magazin jenseits von Gut und Böse. Zweitausendeins, Frankfurt am Main 1980
- Ko-Li-Bri. Lesebuch für Komix, Lirix und Brilliantes aus aller Welt. 3 Bände,  Semmel-Verlach, Kiel 1985–86
- Es gibt noch mehr wie Tennis auf der Welt! Semmel-Verlach, Kiel 1991; ISBN 3-89460-011-X
- Ist das nicht pfanni!? Semmel-Verlach, Kiel 1993; ISBN 3-89460-051-9